# Phytoecia annulata
Phytoecia annulata  (лат.) — вид жуков из семейства усачей (ламиины).
Западная Азия (Иран, Сирия, Турция), а также Кавказ. Длина 8—13 мм. Жизненный цикл длится один год; имаго появляются в мае — июне. Кормовыми растениями являются представители семейства бурачниковые  (Boraginaceae: Nonea sp.). Вид был описан в 1852 году австрийским энтомологом Клеменсом Хампе (1808—1884).